# Episodi di Baywatch (nona stagione)
| nº | Titolo originale                 | Titolo italiano                    | Prima TV USA      | Prima TV Italia | Anno produzione |
| -- | -------------------------------- | ---------------------------------- | ----------------- | --------------- | --------------- |
| 1  | Crash: I e II Part               | L'incidente: I e II parte          | 26 settembre 1998 |                 | 1998            |
| 2  | Crash: I e II Part               | L'incidente: I e II parte          | 3 ottobre 1998    |                 | 1998            |
| 3  | Sharks, Lies & Videotape         | Concorrenza sleale                 | 10 ottobre 1998   |                 | 1998            |
| 4  | Dolphin Quest                    | Un delfino per amico               | 17 ottobre 1998   |                 | 1998            |
| 5  | The Natural                      | Un talento naturale                | 24 ottobre 1998   |                 | 1998            |
| 6  | Drop Zone                        | Onde assassine                     | 31 ottobre 1998   |                 | 1998            |
| 7  | Hot Summer Night                 | Dietro le sbarre                   | 7 novembre 1998   |                 | 1998            |
| 8  | Swept Away                       | Una gita pericolosa                | 14 novembre 1998  |                 | 1998            |
| 9  | The Swimmer                      | Il nuotatore                       | 21 novembre 1998  |                 | 1998            |
| 10 | Friends Forever                  | Amici per sempre                   | 28 novembre 1998  |                 | 1998            |
| 11 | The Edge                         | Voglia di Olimpiadi                | 19 dicembre 1998  |                 | 1998            |
| 12 | The Big Blue                     | Sfida senza respiro                | 16 gennaio 1999   |                 | 1998            |
| 13 | Come Fly with Me                 | L'ammiratore segreto               | 23 gennaio 1999   |                 | 1998            |
| 14 | Boys Will Be Boys                | Dispersi in mare                   | 6 febbraio 1999   |                 | 1998            |
| 15 | Grand Prix                       | Una serie di successo              | 13 febbraio 1999  |                 | 1998            |
| 16 | Baywatch Down Under: I e II Part | Sfida internazionale: I e II parte | 20 febbraio 1999  |                 | 1999            |
| 17 | Baywatch Down Under: I e II Part | Sfida internazionale: I e II parte | 27 febbraio 1999  |                 | 1999            |
| 18 | Water Dance                      | La violinista                      | 27 marzo 1999     |                 | 1998            |
| 19 | Double Jeopardy                  | Regolamento di conti               | 1º maggio 1999    |                 | 1998            |
| 20 | Wave Rage                        | La vendetta                        | 8 maggio 1999     |                 | 1998            |
| 21 | Galaxy Girls                     | L'uomo ideale                      | 15 maggio 1999    |                 | 1999            |
| 22 | Castles in the Sand              | Castelli di sabbia                 | 22 maggio 1999    |                 | 1999            |

## L'incidente: I parte
- Titolo originale: Crash: Part 1
- Diretto da: Gregory Bonann
- Scritto da: David Braff
- Interpreti: David Hasselhoff (Mitch Buchannon), Mitzi Kapture (Alex Ryker), Brooke Burns (Jessica "Jessie" Owens), David Chokachi (Cody Madison), Kelly Packard (April Giminski), Michael Bergin (Jack Darius "JD"), Michael Newman (Michael Newman), Parker Stevenson (Craig Pomeroy), Jennifer Campbell (Neely Capshaw), Keith Neubert (Peter Andrews), Karen Waldron (Francine), Sven-Ole Thorsen (Karl Tulpan), Amber Kelleher-Andrews (Barbara), Ingrid Walters (sheryl Whalen), Sam Temeles (Paul), Kimberley Furst (Tenente O'Doule), Bobby Edner (Tyler), Jodi Verdu (una donna sull'aereo), Brent Miller (pilota), Chris Fiore (Chris)

### Trama
Tornati dalla crociera in Alaska, la vita a Baywatch riprende come prima. Mitch si accorge che il matrimonio celebrato sulla Dawn Princess non è ancora valido, tuttavia vivono come una coppia sposata. Le cose cambiano quando a Baywatch si presenta Peter per avere notizie di Neely. Peter racconta di non essersi mai sposato una seconda volta, di non essere mai stato in Alaska, bensì di essere andato nell'Himalaya per sei mesi e ora vuole rivedere la moglie. Inoltre non è al corrente della nascita della piccola Ashley. Mitch allora capisce di essere stato preso in giro da Neely e si sfoga. Intanto April e Cody decidono di partire per New York. L'imbarco è previsto poco prima dell'alba. April ha un'opportunità per il suo lavoro da designer, Cody per rivedere Lani, che sta debuttando a Broadway come ballerina. Poco dopo la partenza l'aereo ha un guasto e si schianta nell'oceano. I due piloti muoiono quasi subito. April e Cody, che si trovavano in due posti diversi dell'aereo, rispettivamente in Prima Classe e in quella turistica, iniziano a soccorrere gli altri passeggeri. Infine l'aereo inizia ad inabissarsi nell'oceano.

## L'incidente: II parte
- Titolo originale: Crash: Part 2
- Diretto da: Gregory Bonann
- Scritto da: David Braff
- Interpreti: David Hasselhoff (Mitch Buchannon), Mitzi Kapture (Alex Ryker), Brooke Burns (Jessica "Jessie" Owens), David Chokachi (Cody Madison), Kelly Packard (April Giminski), Michael Bergin (Jack Darius "JD"), Michael Newman (Michael Newman), Parker Stevenson (Craig Pomeroy), Jennifer Campbell (Neely Capshaw), Keith Neubert (Peter Andrews), Karen Waldron (Francine), Sven-Ole Thorsen (Karl Tulpan), Amber Kelleher-Andrews (Barbara), Ingrid Walters (sheryl Whalen), Sam Temeles (Paul), Kimberley Furst (Tenente O'Doule), Bobby Edner (Tyler), Jodi Verdu (una donna sull'aereo), Brent Miller (pilota), Chris Fiore (Chris), Gregory Barnett (Jim Barnett)

### Trama
All'alba viene lanciato l'allarme dell'incidente aereo. I guardaspiaggia di Baywatch al completo, con Mitch, Craig, JD, Newman, Barnett, Neely e Sheryl, collaborano con la guardia costiera nelle operazioni di salvataggio. Intanto, April bloccata all'interno dell'aereo, cerca di tenere in vita due passeggeri, un turista straniero e una donna partoriente, e uno steward gravemente ferito. Anche Cody si unisce alle operazioni di salvataggio e va alla ricerca di Tyler, un ragazzino che alla partenza era al suo fianco. Alla fine la storia d'amore tra Mitch e Neely finisce. Neely, che va a stabilirsi nell'appartamento di Lani, rientra nel team dei guardaspiaggia di Baywatch. 

## Concorrenza sleale
- Titolo originale: Sharks, Lies & Videotape
- Diretto da: Parker Stevenson
- Scritto da: Maggie Marshall
- Interpreti: David Hasselhoff (Mitch Buchannon), Mitzi Kapture (Alex Ryker), Brooke Burns (Jessica "Jessie" Owens), David Chokachi (Cody Madison), Kelly Packard (April Giminski), Michael Bergin (Jack Darius "JD"), Michael Newman (Michael Newman), Erin Gray (comandante Monica Johnson), Marci Brickhouse (Bridget), Rick Cramer (Arnold), Reinaldo Figueiredo (Paolo Tomali), Elleen Boylan (una ragazzina), Chris Fiore (Chris)

### Trama
Il comandante Monica Johnson comunica a Mitch che la contea, dopo i tagli al bilancio, è decisa ad affidare l'appalto il servizio di guardaspiaggia a un'azienda privata di salvataggio, la Bayguard Inc. Inoltre la comandante Johnson presenta a Mitch la dirigente della compagnia, Alexis "Alex" Riker. Alex Riker si mostra subito zelante dicendo che i suoi guardaspiaggia sono molto più efficienti di quelli di Baywatch, che sono ancora dipendenti pubblici. Nell'occasione viene mostrata una videocassetta in cui JD, Cody, Newman, April e Bridget avevano un atteggiamento non professionale. Tuttavia Mitch ha dei sospetti, così si mette d'accordo con Cody per farlo intrufolare dentro la nuova compagnia. Cody vinee quindi assunto dalla Bayguard, scopre che Arnold, una dei guardaspiaggia della Bodyguard, organizza finti incidenti e che la maggior parte dei contratti è a termine. Successivamente Mitch e Alex si trovano a collaborare per salvare un bambino diabetico. Alla fine Alex scioglie la Bayguard e, con il permesso della comandante Johnson, ottiene il contratto di guardaspiaggia stagionale. Nel frattempo uno stilista italiano gironzola per la spiaggia, così la guardaspiaggia Bridget decide di posare con i bikini disegnati da April.

## Un delfino per amico
- Titolo originale: Dolphin Quest
- Diretto da: Gregory Bonann
- Scritto da: Tranquil Lisa Collins
- Interpreti: David Hasselhoff (Mitch Buchannon), Mitzi Kapture (Alex Ryker), Brooke Burns (Jessica "Jessie" Owens), David Chokachi (Cody Madison), Kelly Packard (April Giminski), Michael Bergin (Jack Darius "JD"), Michael Newman (Michael Newman), Miko Hughes (Timmy Grayson), Rebecca Manley (Kali McKenzie), Maria Cina (Valerie Grayson), Robert Wyland (Robert Wyland), Joannes Krames (addestratore di delfini), Tammi Goodreau (addestratrice di delfini), Jeffrey Barnett (un ragazzo), Ryan Lewis (un ragazzo), Lisa Long (ospite dell'albergo), Bonnie-Jill Lafflin (Tina)

### Trama
Nel corso per salvamento dedicato ai ragazzini c'è anche un ragazzino autistico di nome Timmy Grayson, nipote di Alex Ryker. Timmy è innamorato dei delfini e del mondo marino. Alex è in procinto di partire per le Hawaii insieme alla sorella Valerie al nipote per far visita al Dolpin Quest. Cody e Mitch si offrono di accompagnarle. Arrivati alle Hawaii Timmy ha un'esperienza indimenticabile con i delfini e fa conoscenza dell'artista Robert Wyland. Casualmente Cody incontra Kali McKenzie, sorella di Lani. Cody dice che il rapporto si è interrotto da quando Lani è partita per New York.

## Un talento naturale
- Titolo originale: The Natural
- Diretto da: Rick Jacobson
- Scritto da: Sherri Ziff
- Interpreti: David Hasselhoff (Mitch Buchannon), Mitzi Kapture (Alex Ryker), Brooke Burns (Jessica "Jessie" Owens), David Chokachi (Cody Madison), Kelly Packard (April Giminski), Michael Bergin (Jack Darius "JD"), Michael Newman (Michael Newman), Jeff Altman (Ed Symes), Marci Brickhouse (Bridget), Ingrid Walters (Sheryl Whalen), Teri Austin (la madre dei bambini), Kerr Smith (Sean), Ryan Browning (ragazzo della confraternita), Richard Gross (Jogger), Courtney Wilk (Beth), Sean Graham (ragazzo della confraternita), Chris Fiore (Chris), Bonnie-Jill Lafflin (Tina)

### Trama
Una misteriosa ragazza, chiamata "guardaspiaggia fantasma", fa i salvataggi in mare e poi sparisce misteriosamente. Alex assume una ragazza per i lavori di pulizia e manutenzione del quartier generale. Si chiama Jessica "Jessie" Owens. Jessie, che sogna di diventare una stuntwoman per Hollywood, è incapace nel ruolo di ausiliaria. Dopo le lamentele dei guardaspiaggia, Alex è costretta a licenziare Jessie. Tuttavia Alex comprende ch il guardaspiaggia fantasma sia proprio lei, così propone a Jessie di inserirsi nel corso per reclute. Intanto è tornato Ed Symes a Baywatch. Symes, con il pretesto di vendere le sue attrezzature sanitarie, infastidisce Alex. Alex, che trova Symes un uomo assolutamente disgustoso,  trova un modo per fermarlo con la complicità di Mitch.

## Onde assassine
- Titolo originale: Drop Zone
- Diretto da: David Hagar
- Scritto da: Kimmer Ringwald
- Interpreti: David Hasselhoff (Mitch Buchannon), Mitzi Kapture (Alex Ryker), Brooke Burns (Jessica "Jessie" Owens), David Chokachi (Cody Madison), Kelly Packard (April Giminski), Michael Bergin (Jack Darius "JD"), Michael Newman (Michael Newman), Scott Gurney (Deke), Maya McLaughlin (Sherri), Ingrid Walters (Sheryl Whalen), Darren Grayt Ward (Vic), J.T. Pontino (guardia carceraria), Dave Keffer (Garcia), Janette Andrade (Crush), Chris Fiore (Chris)

### Trama
Una giovane coppia originaria da Salt Lake City sono in vacanza in California. I due si chiamano Vic e Sherri e fanno conoscenza di April. Vic, che riferisce di essere un buon nuotatore in piscina, vuole tuffarsi nell'oceano. April lo sconsiglia perché le onde si stanno ingrossando. Tuttavia poco dopo Vic si trova in difficoltà e April accorre per salvarlo. Nonostante l'abnegazione, April non riesce a recuperare Vic. Poco dopo arrivano gli altri guardaspiaggia in aiuto, però Vic non si trova. April si sente in colpa. Le ricerche, per recuperare il corpo, proseguono per alcuni giorni. Dopo alcuni giorni riemerge il corpo. Sherri, che è incinta, non accetta la morte del marito. Nel frattempo Jessie comincia il corso da recluta e ritrova in spiaggia Deke, il suo ex ragazzo. Deke era in spiaggia perché è un recluso ed è impegnato nel campo di lavoro della prigione di Malibù. Deke riesce a scappare e chiede aiuto a Jessie perché vuole fuggire in Messico.

## Dietro le sbarre
- Titolo originale: Hot Summer Night
- Diretto da: Rick Jacobson
- Scritto da: Kimmer Ringwald
- Interpreti: David Hasselhoff (Mitch Buchannon), Mitzi Kapture (Alex Ryker), Brooke Burns (Jessica "Jessie" Owens), David Chokachi (Cody Madison), Kelly Packard (April Giminski), Michael Bergin (Jack Darius "JD"), Michael Newman (Michael Newman), Jeremy Jackson (Hobie Buchannon), Opal Anchel (Josie), John Stevenson (Brad), Franc Luz (padre di Josie), Sherwin Frey (ufficiale di polizia), Joel Farar (Randy), Chris Fiore (Chris)

### Trama
Hobie va a fare una giro in barca sull'oceano con alcuni amici del college. Tra loro c'è anche Josie, la sua nuova ragazza, che sogna di diventare anche lei guardaspiaggia. Il motoscafo è di proprietà del padre di Brad. Questo è un ragazzo molto ricco e altrettanto altezzoso. Al momento della partenza Hobie si accorge che è già mezzo ubriaco e quindi pretende di guidare lui la barca. Nel mezzo dell'oceano. Josie, che si trova a fianco di Hobie, spinge l'acceleratore. La barca va a schiantarsi contro un'onda e i giovani finiscono in mare. Partono le operazioni di salvataggio, tutti si salvano senza particolari danni, tranne Josie che, ferita gravemente, finisce in coma. Hobie viene accusato da Brad di aver intenzionalmente provocato l'incidente, così rischia di essere incriminato di omicidio colposo. Mitch è arrabbiato, tuttavia si impegna a pagare la cauzione. Alla fine Josie si risveglia e si prende la responsabilità dell'accaduto. Intanto Jessie dubita delle sue abilità di guardaspiaggia perché ha continue visioni durante i salvataggi. April, che ha recentemente superato un periodo duro per non essere riuscita a salvare Vic, da alcuni consigli a Jessie.

## Una gita pericolosa
- Titolo originale: Swept Away
- Diretto da: Lewis Stout
- Scritto da: Kimmer Ringwald
- Interpreti: David Hasselhoff (Mitch Buchannon), Mitzi Kapture (Alex Ryker), Brooke Burns (Jessica "Jessie" Owens), David Chokachi (Cody Madison), Kelly Packard (April Giminski), Michael Bergin (Jack Darius "JD"), Michael Newman (Michael Newman), Alex Trebek (Alex Trebek), Cameron Finley (Tanner Sloan), Randall England (Blake Sloan), Julia Schultz (Kristi), Christopher Kaufman (guardaspiaggia), Shauni Ray Wheaterly (giovane al corso per guardaspiaggia), Chris Fiore (Chris)

### Trama
Mentre sta presidiando dalla sua torretta, Mitch fa amicizia con un ragazzino, Tanner Sloan, che gli dice di voler diventare guardaspiaggia quando diventerà grande. Mitch scopre che Tanner vive insieme al padre Blake in una roulette in una zona degradata. Blake Sloan, il padre di Tanner, è un alcolizzato che abusa del bambino, avverte Mitch di stare alla larga dal figlio. Nonostante ciò Mitch prende a cuore la sorte di Tanner inserendolo nel corso per ragazzini. Successivamente i ragazzini del corso vengono portati a fare un giro, però il pulmino esce di strada e cade su un canale. Dopo questa avventura Mitch viene a sapere che Tanner è partito insieme al padre, però gli ha lasciato un messaggio. Nel frattempo Alex sogna di far parte del popolare show Jeopardy condotto da Alrx Trebek, ma per una coincidenza sfortunata non può andarci. Infine Jessie sembra avere una cotta per JD.

## Il nuotatore
- Titolo originale: The Swmmier
- Diretto da: Gregory Bonann
- Scritto da: Kimmer Ringwald
- Interpreti: David Hasselhoff (Mitch Buchannon), Mitzi Kapture (Alex Ryker), Brooke Burns (Jessica "Jessie" Owens), David Chokachi (Cody Madison), Kelly Packard (April Giminski), Michael Bergin (Jack Darius "JD"), Michael Newman (Michael Newman), Parker Stevenson (Craig Pomeroy), Jeff Altman (Ed Symes), Wendy Oates (reporter)

### Trama
Mitch, che sente la mancanza di Hobie e di Ashley, inizia a nuotare tra una torretta e l'altra dove incontra diversi problemi nel suo tragitto. Ed Symes torna a Baywatch, stavolta spacciandosi per un esperto stunt di Hollywood. Jessie, che come si sa sogna diventare stuntwoman, paga Symes per essere istruita nel mestiere, tuttavia si accorge anche lei che l'uomo è un imbroglione. JD e Cody non vogliono prendersi il merito di aver salvato contemporaneamente due ragazzine e due poliziotti caduti dal pontile. Inoltre sembra essere scoppiato l'amore tra April e Craig. Infine Newman, che si è innamorato di una bellissima donna, si è messo un parrucchino perché si sente complessato dalle sue calvizie.

## Amici per sempre
- Titolo originale: Friends Forever
- Diretto da: Douglas Schwartz
- Scritto da: Deborah Schwartz
- Interpreti: David Hasselhoff (Mitch Buchannon), Mitzi Kapture (Alex Ryker), Brooke Burns (Jessica "Jessie" Owens), David Chokachi (Cody Madison), Kelly Packard (April Giminski), Michael Bergin (Jack Darius "JD"), Michael Newman (Michael Newman), Danny Woodburn (Herbert Crane), Rex Smitch (Gavin), Marlo Lovitch (Kayla), Jon Valenti (John), Ron Sterk (Ron), Janette Andrade (Crush), Chris Fiore (Chris), Sam (Morton), Aimee Walker (Aiemme Walker)

### Trama
Mentre sulla spiaggia di Baywatch si stanno organizzando i giochi silenziosi dedicati a bambini non udenti, nelle immediate vicinanze è arrivato Herbert Crane con la sua attrazione, un orango di nome Morton. Crane, che da un po' di spettacolo ai passanti è una persona crudele, mentre Morton è un animale molto docile. A seguito di un incidente, dove Crane finisce in mare ed intervengono i guardaspiaggia di Baywatch, Morton riesce a fuggire. Morton viene trovato da Kayla, una bambina ipoudente. Tra i due nasce una forte amicizia, così Kayla vuole tenerlo nascosto da Crane. In seguito Kayla si trova intrappolata all'interno di una grotta sottomarina. Morton, con la sua sensibilità, richiama l'attenzione dei guardaspiaggia.

## Voglia di Olimpiadi
- Titolo originale: The Edge
- Diretto da: Robert Weaver
- Scritto da: Steven Barnes
- Interpreti: David Hasselhoff (Mitch Buchannon), Mitzi Kapture (Alex Ryker), Brooke Burns (Jessica "Jessie" Owens), David Chokachi (Cody Madison), Kelly Packard (April Giminski), Michael Bergin (Jack Darius "JD"), Michael Newman (Michael Newman), Josie Davis (Liz Brooks), Jerry Lambert (Walter), Esther Hyun (donna asiatica sulla spiaggia), Janette Andrade (Crush), Bonnie-Jill Lafflin (Tina)

### Trama
Dopo aver saltato le olimpiadi del 1996 per un infortunio, Cody inizia a prepararsi per le olimpiadi del 2000. Tuttavia è fuori forma e in una gara preliminare arriva ultimo. Quindi si avvicina Liz Brooks, una venditrice di integratori alimentari, per offrigli i suoi prodotti e successivamente la sponsorizzazione. Cody riprende forma, ma ciò influisce negativamente sul suo lavoro di guardaspiaggia. Mitch è costretto ad imporre una scelta a Cody, o il lavoro o la preparazione alle olimpiadi. Cody sceglie la seconda, con la promessa di invitare Mitch e Newman a Sidney. Nel frattempo Newman ha una cotta per Alex. Prova gelosia per Mitch perché lo vede insieme alla donna di cui si è appena innamorato. Tuttavia Mitch assicura di non essere interessato ad Alex, che i suoi rapporti sono solo di lavoro e che si è promesso di non aver più rapporti sentimentali con le colleghe.

## Sfida senza respiro
- Titolo originale: The Big Blue
- Diretto da: Gregory Bonann
- Scritto da: Tranquil Lisa Collins
- Interpreti: David Hasselhoff (Mitch Buchannon), Mitzi Kapture (Alex Ryker), Brooke Burns (Jessica "Jessie" Owens), David Chokachi (Cody Madison), Kelly Packard (April Giminski), Michael Bergin (Jack Darius "JD"), Michael Newman (Michael Newman), Meghan Heaney-Grier (Meghan Henderson), Tava Smiley (Tracy McCabe), Beau Billingslea (Ben Frazier), George Lazenby (comandante McCabe), Kevin Jacobsen (Jared McGuire), Gregory Barnett (Jim Barnett)

### Trama
Il gruppo di paracadutisti della marina si esibisce davanti alla spiaggia id Baywatch. Tra loro ci sono alcune sue vecchie conoscenze, tra cui Tracy McCabe, figlia del suo vecchio comandante. Mitch viene a sapere che il comandante McCabe sta morendo e che i rapporti con la figlia sono pessimi. Jessie, che sogna di diventare una stuntwoman, resta affascinata dall'esibizione dei paracadutisti e convince Mitch di provare anche lei. Nel frattempo Cody fa amicizia con Meghan Hanley-Grier, una famosa apneista.

## L'ammiratore segreto
- Titolo originale: Come Fly with Me
- Diretto da: David Hasseloff
- Scritto da: David Braff
- Interpreti: David Hasselhoff (Mitch Buchannon), Mitzi Kapture (Alex Ryker), Brooke Burns (Jessica "Jessie" Owens), David Chokachi (Cody Madison), Kelly Packard (April Giminski), Michael Bergin (Jack Darius "JD"), Michael Newman (Michael Newman), Cameron Finley (Tanner Sloan), Randalla England (Blake Sloan), Ed McMahon (Sean), Alexis Corjon (ragazza ceh si è sentita male in spiaggia), Gregory Montgomery (detective Oswell), Ron Sterk (Ron), Chris Fiore (Chris)

### Trama
Mentre sta seguendo un'emergenza al quartier generale di Baywatch, dove i bagnanti lamentano di avere dolori e si sospetta che il mare sia inquinato, però in seguito si scopre che i bagnanti hanno mangiato hot dog intossicati, Mitch riceve la telefonata del piccolo Tanner Sloan. Tanner dice di trovarsi nuovamente nelle vicinanze e che viene continuamente percosso dal padre Blake. Mitch va nella roulotte e va a prelevare il bambino e se lo porta a casa. Mitch si mette nei guai e viene arrestato con l'accusa di rapimento di minore. Il caso viene risolto presto. Tanner viene portato in una casa d'infanzia, tuttavia non vuole rimanerci e torna nella villa di Mitch. Alex, che prende a cuore anche lei il caso di Tanner, esorta Mitch di essere prudente. Alla fine Blake viene arrestato e Tanner adottato da Mitch. Nel frattempo Jessie ha un ammiratore segreto che, con un piccolo aereo monoposto, continua a mandarle messaggi, fino a che riceve in regalo una bellissima collana.

## Dispersi in mare
- Titolo originale: Boys Will Be Boys
- Diretto da: Georg Fenady
- Scritto da: Kimmer Ringwald
- Interpreti: David Hasselhoff (Mitch Buchannon), Mitzi Kapture (Alex Ryker), Brooke Burns (Jessica "Jessie" Owens), David Chokachi (Cody Madison), Kelly Packard (April Giminski), Michael Bergin (Jack Darius "JD"), Michael Newman (Michael Newman), Parker Stevenson (Craig Pomeroy), José Solano (Manny Gutierrez), Bonnie-Jill Laflin (Tina), Sofia Vergara (Sofia Vergara)

### Trama
Dopo un po' di tempo Manny e Craig tornano a Baywatch. April si trova imbarazzata a riferire a Manny che ora ha una relazione con Craig. Alla fine Manny racconta che ha conosciuto all'università una ragazza di nome Chelsea di cui è innamorato. Craig riferisce a Mitch di avere il Linfoma di Hodgkin. Dopo aver saputo della novità, Mitch propone all'amico di fare un giretto sull'oceano con le tavole da surf. Ad un certo punto si trovano bloccati dentro un banco di nebbia e perciò sono disorientati. Nel frattempo JD, Cody e Jessie si preparano a una gara di triathlon.

## Una serie di successo
- Titolo originale: Grand Prix
- Diretto da: Georg Fenady
- Scritto da: David Braff
- Interpreti: David Hasselhoff (Mitch Buchannon), Mitzi Kapture (Alex Ryker), Brooke Burns (Jessica "Jessie" Owens), David Chokachi (Cody Madison), Kelly Packard (April Giminski), Michael Bergin (Jack Darius "JD"), Michael Newman (Michael Newman), Peter Barton (Damon Lusk), Cameron Finley (Tanner Sloan), Joseph Della Sorte (Ervin), Deborah Walley (Ethel), Chris Fiore (Chris), Mark Martin (Mark Martin), Robert Wyland (Robert Wyland)

### Trama
A Baywatch si presenta un cugino di Tanner, si tratta di Damon Lusk, un pilota automobilistico professionista. Damon, che inizia a provare una cera simpatia per Alex, si sente male durante una nuotata sull'oceano. Dopo essere portato in ospedale, si scopre che Damon è allergico ai gamberetti. BVenché rimesso, non può più partecipare alla gara e quindi chiede a Mtch di sostituirlo. Mitch, che durante il collegio aveva fatto qualche corsa automobilistica, ritrova un suo vecchio rivale, Mark Martin. Nel frattempo una rete televisiva satellitare vuole fare una serie televisiva sui guardaspiaggia chiamata Beachside, ma anche stavolta, come alcuni anni prima con la NBC, il tentativo è fallito. Infine l'artista Robert Wyland arriva a Baywatch e fa un bellissimo disegno su un muro.

## Sfida internazionale: I parte
- Titolo originale: Baywatch Down Under: Part 1
- Diretto da: Gregory Bonann
- Scritto da: Maurice Hurley
- Interpreti: David Hasselhoff (Mitch Buchannon), Mitzi Kapture (Alex Ryker), Brooke Burns (Jessica "Jessie" Owens), David Chokachi (Cody Madison), Kelly Packard (April Giminski), Michael Bergin (Jack Darius "JD"), Michael Newman (Michael Newman), Robert Hills (Jake Barnes), Kendrick Hughues (Eric Barnett), Jared Robinson (Kip Kane), Christian Patterson (Terrence Barnes), Simone Mackinnon (Allie Reese), Nick Hudson (James Dugan), Tanya Koerbel (Nickie Masterton), Tania Zaetta (Kendra Reilly), Jhodi Meares (una madre), John Paul Dejoria (John Paul DeJoria), Karina Brown (Clare Barnes), Micchele Avery (una madre), Chris Fiore (Chris), Mark Rayner (Johnny)

### Trama
Jake Barnes, una guardaspiaggia di Zuma, riceve la notizia della morte dell'ex moglie australiana Clare. Viene a inoltre a sapere che da quella relazione ha avuto un figlio di nome Terrence. Saputo di questa notizia, Mitch si offre immediatamente di aiutare Jake, così contatta telefonicamente Lip Kane, un suo collega di Sidney. Come risposta Kip invita Mitch e gli altri guardaspiaggia alla sfida "Paul Mitchell", che consiste una gara divisa in tre parti, canoa, corsa sulle rocce e corsa con le moto d'acqua. Partono in sei, Mitch, Jessie, Jake, Cody, Cody April e Alex per Sidney con un aereo della New Zealand Airlines. I sei guardaspiaggia di Baywatch, una volta arrivati a Sidney, si accorgono che la metropoli australiana è in fermento per la preparazione dei Giochi del 2000. Fanno poi conoscenza con i rivali australiani. Jake incontra Allie Reese, migliore amica di Clare, e, per la prima volta, il figlio Terrence. 

## Sfida internazionale: II parte
- Titolo originale: Baywatch Down Under: Part 2
- Diretto da: Gregory Bonann
- Scritto da: Maurice Hurley
- Interpreti: David Hasselhoff (Mitch Buchannon), Mitzi Kapture (Alex Ryker), Brooke Burns (Jessica "Jessie" Owens), David Chokachi (Cody Madison), Kelly Packard (April Giminski), Michael Bergin (Jack Darius "JD"), Michael Newman (Michael Newman), Robert Hills (Jake Barnes), Kendrick Hughues (Eric Barnett), Jared Robinson (Kip Kane), Christian Patterson (Terrence Barnes), Simone Mackinnon (Allie Reese), Nick Hudson (James Dugan), Tanya Koerbel (Nickie Masterton), Tania Zaetta (Kendra Reilly), Jhodi Meares (una madre), John Paul Dejoria (John Paul DeJoria), Karina Brown (Clare Barnes), Micchele Avery (una madre), Chris Fiore (Chris), Mark Rayner (Johnny)

### Trama
Dopo aver udito che il padre Jake vuole portarlo in California, Terrence fugge in barca e lascia un biglietto indirizzato al padre con il quale gli scrive che non vuole abbandonare Sidney. Jake, assieme a Jessie e Allie Reese, vanno alla ricerca del ragazzino con un idrovolante. Nel frattempo la sfida tra Team Baywatch e Team Sydney viene interrotta quando devono salvare una bambina intrappolata sotto una roccia della barriera corallina.

## La violinista
- Titolo originale: Water Dance
- Diretto da: Douglas Schwartz
- Scritto da: John Whelpley
- Interpreti: David Hasselhoff (Mitch Buchannon), Mitzi Kapture (Alex Ryker), Brooke Burns (Jessica "Jessie" Owens), David Chokachi (Cody Madison), Kelly Packard (April Giminski), Michael Bergin (Jack Darius "JD"), Michael Newman (Michael Newman), Linda Brava (Ariana), Ian Ogilvy (Miles Clayton), Kristina Wayborn (Lena), Gregory Barnett (Jim Barnett), Robert Apisa (Erik), Chris Fiore (Chris), Craig Shugart (Troy)

### Trama
A seguito della segnalazione della Capitaneria di Porto, Mitch e Cody fanno visita ad uno yacht che naviga alcune miglia al largo della costa. Qui conoscono Ariana, una violinista, che viene controllata a vista da Lena, il suo agente, e da alcuni bodyguard. Cody, che dopo le storie d'amore con CJ e Lani finite male, inizia a provare qualcosa per Ariana, e sospetta che sia trattenuta a forza nel suo yacht. Tuttavia Mitch e Cody ricevono l'inivito di Ariana ad esibirsi con il violino in un club esclusivo di Malibù. Nel frattempo Alex e Jessie superano l'esame di reclute.

## Regolamento di conti
- Titolo originale: Double Jeopardy
- Diretto da: Parker Stevenson
- Scritto da: Chad Hayes e Carey Hayes
- Interpreti: David Hasselhoff (Mitch Buchannon), Mitzi Kapture (Alex Ryker), Brooke Burns (Jessica "Jessie" Owens), David Chokachi (Cody Madison), Kelly Packard (April Giminski), Michael Bergin (Jack Darius "JD"), Michael Newman (Michael Newman), Jeremy Jackson (Hobie Buchannon), Jennifer Campbell (Neely Capshaw), Gregory Scott Cummins )Ben), Lisa boyle (Lisa), Spencer Rochfort (Jason), Carol Grow (Carrie), Reinaldo Figuereido (ladro), Leah Fisher (Kate), Patricia Conway (nonna di Alex), Paige Brooks (Regina), Chris Fiore (Chris)

### Trama
Mentre si sta recando con la bicicletta al novantatreesimo compleanno della nonna, Alex assiste ad un incidente, un motociclista finisce nell'oceano e lei si getta per salvarlo. Si accorge che il motociclista, di nome Ben, è stato ferito con un colpo di arma da fuoco. Ben dice ad Alex che è un corriere di diamanti dal valore di due milioni di dollari e che i suoi complici Lisa e Jason, che sono su una barca, vogliono ucciderlo. Alex porta Ben all'interno di una grotta sottomarina. Una volta portato in salvo, Ben mostra la sua vera faccia, poiché in realtà è un corriere di una nuova droga. Intanto Mitch e Hobie hanno una banale litigio, così il ragazzo decide di andare a vivere da solo e viene ospitato proprio da Neely.

## La vendetta
- Titolo originale: Wave Rage
- Diretto da: Parker Stevenson
- Scritto da: Kimmer Ringwald
- Interpreti: David Hasselhoff (Mitch Buchannon), Mitzi Kapture (Alex Ryker), Brooke Burns (Jessica "Jessie" Owens), David Chokachi (Cody Madison), Kelly Packard (April Giminski), Michael Bergin (Jack Darius "JD"), Michael Newman (Michael Newman), Jeremy Jackson (Hobie Buchannon), Jennifer Campbell (Neely Capshaw), José Solano (Manny Gutierrez), Joseph Adams (Dottor Pratt), Jennifer Badger (ragazza che sta annegando), Chris Fiore (Chris), Bradley Thomas Taylor (Eddy)

### Trama
I rapporti personali tra Neely e Mitch si sono ulteriormente deteriorati e ciò ha effetti sul rapporto di lavoro. Neely accusa di essere mobbizzata da Mitch. Durante un suo salvataggio, dove accidentalmente viene colpita alla guancia, riferisce di essere stata picchiata da Mitch. Ora Mitch capisce che Neely è una psicopatica manipolatrice. Alex, che ha inoltrato al comandante la lamentela, deve sospendere Mitch, tuttavia non è convinta della versione di Neely. In seguito Alex viene avvelenata per vendetta ed anche per lei è chiara la situazione. Alla fine Neely viene cacciata per la seconda volta da Baywatch. Hobie ritorna a vivere dal padre. Nel frattempo Manny viene ferito gravemente alla schiena durante un salvataggio. Dopo essere portato in ospedale, gli viene diagnosticato un ematoma alla corda spinale. Ora Manny è diventato paraplegico per il resto della vita.

## L'uomo ideale
- Titolo originale: Galaxy Girls
- Diretto da: Douglas Schwartz
- Scritto da: Kimmer Ringwald
- Interpreti: David Hasselhoff (Mitch Buchannon), Mitzi Kapture (Alex Ryker), Brooke Burns (Jessica "Jessie" Owens), David Chokachi (Cody Madison), Kelly Packard (April Giminski), Michael Bergin (Jack Darius "JD"), Michael Newman (Michael Newman), George Hamilton (George Hamilton), José Solano (Manny Gutierrez), Daniel Quinn (regista della spot), Ron Sterk (Ron), Jon Valenti (John), Christopher Kaufman (guardaspiaggia), Veronica Martell (Veronica), Freya Archard (Emily), Chris Fiore (Chris), Michelle Bertran (concorrente di Miss Galaxy), Torrie Wilson (concorrente di Miss Galaxy)

### Trama
Manny è tornato a Baywatch dopo l'incidente nel quale ha perso l'uso degli arti inferiori. Non riesce ad accettare la sua nuova vita e da segni di frustrazione. Mitch capisce che il giovane sta passando un momento difficile, tuttavia crede che il suo operato possa essere ancora utile. Inizialmente Manny viene ricollocato al centralino insieme a John e Ron. Gli strumenti della centrale di Baywatch sono ormai vetusto, così Manny ha l'idea di modernizzare la dotazione tecnologica dei guardaspiaggia. Manny trova uno sponsor per collocare delle telecamere sulle torrette, così può seguire il lavoro dalla centrale operativa. Nel frattempo Newman è convinto che Alex sia innamorata di lui ed inizia a corteggiarla. In realtà Alex ha solo una simpatia e stima per Newman e chiede a Mitch di fare desistere il suo amico. Infine April e Jessie preparano il concorso di Miss Galaxy e trovano un ospite d'onore, George Hamilton, che presenterà la manifestazione.

## Castelli di sabbia
- Titolo originale: Castles in the Sands
- Diretto da: Douglas Schwartz
- Scritto da: David Braff
- Interpreti: David Hasselhoff (Mitch Buchannon), Mitzi Kapture (Alex Ryker), Brooke Burns (Jessica "Jessie" Owens), David Chokachi (Cody Madison), Kelly Packard (April Giminski), Michael Bergin (Jack Darius "JD"), Michael Newman (Michael Newman), Suzanne Davis (Diane), Paul Linke (uomo della Marina), Will Wallace (Sam), Alexis Corjon (babysitter), Hayley Hasselhoff e Taylor Ann Hasselhoff (gemelle Zimmermann), Chris Fiore (Chris)

### Trama
Durante un'immersione con Newman e altri guardaspiaggia, Cody scopre che la sua barca viene rubata. Perciò inizia a rintracciare i due malviventi. Alex riceve la notizia che Sam, un suo amico d'infanzia che si trova a New York, ha annunciato il suo matrimonio con Diane, una giovane di Kansas City. Il matrimonio si celebra tra pochi giorni e Diane è arrivata in anticipo e si presenta sulla spiaggia di Baywatch. Appena notato, Diane ha una cotta per Mitch è vuole annulare il matrimonio con Sam. Alex chiede a Mitch di fingere di essere fidanzati in modo che Diane ritorni alla ragione. Infine Alex, quando arriva sulla sua torretta, trova dei bellissimi castelli di sabbia, ogni mattina diverso; sono costruiti da un ragazzino sofferente di xenoderma pigmentoso.